# Bzikebi
Bzikebi（意為『黃蜂』）是來自格魯吉亞第比利斯的三人組兒童歌手團體，三名成員為喬治·希奧拉什維利，男，1998年3月7日出生）、瑪莉亞姆·基庫阿什維利（女，1998年1月22日出生）與瑪莉亞姆·塔圖拉什維利（女，1998年4月5日出生）。事實上當年三人最初是分別參加試鏡，但當地製作團隊想到了將他們組成三人組，共同代表格魯吉亞參賽的想法。
在2008年歐洲青少年歌唱大賽中，他們以歌曲"Bzz..."（"嗡嗡"）一曲贏得當年的冠軍。在當時的表演中，他們身著類似蜜蜂的黑黃相間條紋的服裝參賽。三名成員當時都是10歲，是該屆大賽最年輕的參賽者。
2017年於第比利斯舉行的2017年歐洲青少年歌唱大賽中，多年未公開露面的三人組再次現身於開幕式。

## 參賽歌曲
"Bzz..."（"嗡嗡"）一曲是歐洲青少年歌唱大賽中第一首不使用實際存在的語言，而完全用想像的語言演唱的歌曲，歌詞中大量使用"zbz"、"bziao"等狀聲詞，藉以演繹蜜蜂拍動翅膀的嗡嗡聲。該曲在決選中154分獲得大賽冠軍。

## 外部連結
- Bzikebi在互联网电影资料库（IMDb）上的資料（英文）
- YouTube上的JUNIOR EUROVISION 2008: BZIKEBI - BZZZ - GEORGIA 🇬🇪 - WINNER